# کلاوس دکر
کلاوس دکر (به آلمانی: Klaus Decker) بازیکن فوتبال و مدافع اهل آلمان شرقی بود که از سال ۱۹۷۴ میلادی عضو تیم ملی فوتبال آلمان شرقی بوده‌است. وی در ۳ بازی ملی حضور داشته و در بازی‌های ملی‌اش گلی به ثمر نرساند. کلاوس دکر آخرین بازی ملی خود را در سال ۱۹۷۴ میلادی انجام داد.